# I Guess I Became the Mother of the Great Demon King's 10 Children
 (mai 2024).
I Guess I Became the Mother of the Great Demon King's 10 Children (異世界で最強魔王の子供達10人のママになっちゃいました。, Isekai de Saikyō Maō no Kodomo-tachi 10-nin no Mama ni Nacchaimashita) est un shōnen manga écrit et illustré par Ema Tōyama. Il a été prépublié dans le magazine Monthly Shōnen Sirius d'avril 2019 à novembre 2023, avec ses chapitres rassemblés en dix volumes tankōbon par Kōdansha.

## Synopsis
Akari, une lycéenne, pleure la mort de sa mère, qui l'a protégée lors d'un délit de fuite il y a des années. Décidant de jouer à un jeu d'aventure que sa mère lui avait acheté il y a longtemps, Akari a fini par y être invoquée en tant que prêtresse prophétisée par les démons. Elle doit donner naissance aux dix enfants du Roi-démon Gran, pour mener les démons à la victoire contre les humains. Cependant, les humains pensent que les démons sont les méchants, alors que les démons ne se battent que pour garder les humains hors de leur territoire, pendant qu'un troisième peuple, connu sous le nom de Célestes, les observe.

## Personnages

### Personnages principaux
Akari (朱里) : Une lycéenne qui a été convoquée dans un autre monde, en raison de son désir d'être mère. Sa relation avec Gran commence mal, mais ils commencent à se comprendre parce que leurs parents leur manquent. La plupart de ses enfants sont nés de manière anormale à cause d'une conception magique. Akari n'a aucun pouvoir magique et doit compter sur ses talents de négociatrice et ses enfants.
Akari a essentiellement vu sa vie avancer rapidement par les événements de l'histoire, sautant son adolescence insouciante restante et directement vers la maternité. Malgré cela, Akari est une mère aimante pour ses enfants.
Gran (グラン, Guran) : Le roi-démon actuel, succédant à sa mère capturée et à son père disparu; son père était humain, également issu du monde d'Akari. En raison du fait qu'il a été forcé de mûrir très tôt en tant que leader, Gran a grandi avec une empathie diminuée. Le fait qu'Akari lui enseigne la parentalité aide Gran à s'adoucir et à se concentrer davantage sur le fait de donner à ses enfants une vie heureuse.

### Les enfants
Les Enfants de la prophétie naissent chacun avec une grande capacité qui peut provoquer la destruction. Cependant, c’est une exagération ; leurs compétences données visent davantage à aider les autres et ne constituent un danger que si quelqu'un corrompt les enfants. Seuls les triplés ont été conçus naturellement, tandis que les autres enfants ont été créés par magie ; ils sont presque tous nés d'œufs pondus par Akari de manière magique. Akari les nomme tous d'après des numéros français.
An : La fille aînée. Elle a les compétences nécessaires pour être une excellente cuisinière et peut préparer des repas délicieux et nutritifs. Si elle succombe à la colère, sa définition de la « cuisine » peut être utilisée pour manipuler des choses autres que la nourriture. An a un énorme béguin pour le héros. Elle est née quand Akari a bu une potion infusée du mana de Gran.
Deux : le premier fils. Il a la capacité de maîtriser n’importe quel outil. Plutôt que des armes, Deux travaille à produire de meilleurs outils de récolte et de construction. Il est né par accident, après que ses parents aient partagé un cookie spécial créé par Vanilla, l'une des compagnes du héros (cette dernière voulait le partager avec son compagnon, dans le but de fonder une famille).
Trois : le frère jumeau de Quatre. Il peut parler avec les animaux et se faire obéir d'eux, mettant les bêtes féroces sur le champ de bataille et jouant avec les animaux mignons. Sa sœur et lui sont nés alors que leur mère était vêtue de la robe magique de Dernier. 
Quatre : la sœur jumelle de Trois. C'est un maître artisan, capable de tout construire à condition d'avoir un plan. Quatre a une admiration tsundere pour Albert. 
Sinq : Dès sa naissance, Sinq en était déjà conscient ; son talent est d'être un brillant stratège. Il est souvent la voix de la raison aux côtés de sa mère. Il est né grâce aux effets magiques des sources chaudes, qui fécondent les femmes qui partagent un bain avec un homme. 
Six : Née du vœu d'Akari d'une lueur d'espoir contre les Célestes, Six est une fille adorable dont la compétence particulière est la connaissance médicale. Elle utilise la corne métamorphe de sa grand-mère comme outil polyvalent. 
Sept : Un des triplés. Son talent est d'être un grand artiste, capable de créer des ressemblances précises dans des dessins. 
Huit : Un des triplés. En raison de sa naissance naturelle, elle n'a pas le même développement accéléré que ses frères et sœurs. Cependant, elle a le talent de chanteuse et inspire l’espoir. 
Neuf : Un des triplés. Elle peut communiquer avec les fantômes, et même leur permettre d'utiliser son corps comme un réceptacle. Pour cette raison, Neuf est constamment entourée d'esprits.  
Dix : le petit dernier de la fratrie. Il est né afin de permettre à ses parents de vaincre Ciel. Sa compétence, Préconition, lui permet de lire l'avenir; et il peut la partager par télépathie.  

## Publications
Écrit et illustré par Ema Tōyama, le manga a été prépublié dans le magazine Monthly Shōnen Sirius d'avril 2019 à novembre 2023. Kōdansha a rassemblé ses chapitres dans dix volumes tankōbon, sortis du 4 décembre 2019 au 7 décembre 2023.